# Alexander Büttner
Alexander Büttner, född 11 februari 1989 i Doetinchem, är en nederländsk fotbollsspelare som spelar för Vitesse.

## Karriär
Den 21 augusti 2012 skrev Büttner på ett femårskontrakt med Manchester United. Den 24 juni 2014 skrev han på ett treårskontrakt med Dynamo Moskva.
Den 1 november 2019 värvades Büttner av New England Revolution på ett kontrakt med start säsongen 2020.
Den 12 juli 2021 gick Büttner på fri transfer till RKC Waalwijk, där han skrev på ett ettårskontrakt. Den 28 april 2022 skrev Büttner på ett treårskontrakt med De Graafschap.
Den 7 augusti 2024 blev Büttner klar för sin tredje sejour i Vitesse, där han skrev på ett tvåårskontrakt.